# Puerto Parry
Puerto Parry est un poste naval de la marine argentine situé sur l'Île des États, dans le département d'Ushuaïa, province de Terre de Feu, en Argentine. Elle n'est habitée que par les 4 militaires du poste de surveillance et de contrôle du transit maritime du Comandante Luis Piedrabuena, qui sont relevés tous les 45 jours. Elle a été fondée en 1978 pour protéger l'Île des États pendant le conflit du Beagle entre le Chili et l'Argentine.

## Sismicité
La région répond à la faille Fagnano-Magallanes, un système de faille sismogénique régional, d'orientation est-ouest, qui coïncide avec la limite de transformation entre les plaques sud-américaine (nord) et Scotia (sud), avec une sismicité moyenne ; et sa dernière expression a eu lieu le 17 décembre 1949, à 22 h 30 UTC-3, avec une magnitude d'environ 7,8 sur l'échelle de Richter.